# Taohua (socken i Kina, Inre Mongoliet)
Taohua (kinesiska: 桃花, 桃花乡) är en socken i Kina. Den ligger i den autonoma regionen Inre Mongoliet, i den norra delen av landet, omkring 14 kilometer söder om regionhuvudstaden Hohhot.
Genomsnittlig årsnederbörd är 602 millimeter. Den regnigaste månaden är juli, med i genomsnitt 185 mm nederbörd, och den torraste är januari, med 3 mm nederbörd.